# James Bond 007: From Russia with Love
James Bond 007: From Russia with Love — компьютерная игра в жанре шутера от третьего лица, разработанная дочерней компанией EA Redwood Shores и изданная Electronic Arts. Игра основана на одноименном фильме 1963 года, но с несколькими изменениями, включая дополнительных персонажей, локации и другую злодейскую организацию. Кроме того, в игре присутствуют элементы более поздних фильмов о Бонде, таких как Aston Martin DB5, дебютировавший в фильме "Голдфингер" (1964), и реактивный ранец из "Шаровая молния" (1965).
From Russia with Love примечательна тем, что это единственная видеоигра, в которой используется более молодой образ Шона Коннери в роли Джеймса Бонда, и первая, в которую включены все новые озвучки актера после двадцати двух лет отсутствия в роли, что отмечает его восьмое и последнее выступление в роли Бонда до своей смерти в 2020 году. From Russia with Love также является последней компьютерной игрой о Джеймсе Бонде, разработанной или изданной Electronic Arts до того, как они потеряли права на Activision в 2006 году.
From Russia with Love была выпущена в конце 2005 года для GameCube, PlayStation 2 и Xbox. Версия игры для PlayStation Portable была выпущена 30 апреля 2006 года. Согласно сайту агрегации рецензий Metacritic, игра получила смешанные отзывы.

## Игровой процесс
From Russia with Love — компьютерная игра в жанре шутера от третьего лица, в котором игрок берет на себя роль Джеймса Бонда. Игра проходит на 14 основных уровнях, но включает в себя четыре бонусных уровня, которые можно разблокировать на протяжении игры. У игрока есть цели миссии, которые необходимо выполнить, прежде чем перейти на следующий уровень.
Игра включает в себя несколько уровней, в которых игрок берет под свой контроль различные вооруженные транспортные средства и должен уклоняться от врагов, используя такое оружие, как пулемет и ракеты. Скоростные катера и Aston Martin DB5 Бонда входят в число вооруженных транспортных средств, используемых игроком. Реактивные ранцы, оснащенные пулеметами и ракетами, также используются на протяжении всей игры.
Пешком Бонд может перепрыгивать через определенные специально отведенные уступы. Он может использовать свой обычный Walther PPK, в дополнение к другому оружию, такому как дробовики, штурмовые винтовки, снайперские винтовки, базуки и гранаты. Он также может вступать в рукопашный бой с врагами. Очки можно собирать на протяжении всей игры, убивая врагов определенными способами или собирая схемы, спрятанные на каждом уровне. Эти очки можно использовать для улучшения оружия или разблокировки бонусного контента, такого как концепт-арт и закулисные фильмы.
На протяжении всей игры используются различные Q-гаджеты, в том числе спусковой пистолет, который используется для подъема и спуска. Лазерные наручные часы используются для проникновения сквозь пуленепробиваемое стекло и разрушения панелей управления, тем самым отпирая защитные двери, которые преграждают путь игроку. Мини-вертолеты используются для доступа в отдаленные районы и могут быть взорваны, а также для уничтожения определенных панелей управления. Звуковые запонки можно использовать для излучения высокой частоты, которая временно выводит врагов из строя. Пистолет с сывороткой можно использовать для того, чтобы убирать врагов издалека, сбивая их с толку и заставляя обратиться против своих союзников. Кроме того, есть случаи, когда игрок должен надеть противогаз, чтобы пройти через комнаты, которые наполняются токсинами.
Игра включает в себя автономную многопользовательскую опцию с различными игровыми режимами, персонажами и локациями. Режим поддерживает до четырех игроков.
Портативная версия PlayStation Portable воспроизводит в основном то же самое, что и версии для домашних консолей, хотя она включает мини-игры, новые многопользовательские уровни и персонажей, но удаляет миссии вождения.

## Сюжет
Одним из изменений в сюжете видеоигры является отсутствие злодейской организации SPECTRE, сыгравшей жизненно важную роль в фильме. Из-за юридических проблем, которые преследовали серию фильмов о Джеймсе Бонде с 1963 года, организация была переименована в "SPRUT" и, похоже, не имеет центрального лидера в том же духе, что и Эрнст Ставро Блофельд. Название SPECTRE было связано с давним спором о правах на экранизацию "Шаровая молния" между United Artists/MGM и ныне покойным писателем Кевином Макклори.
Игра начинается с эпизода, предшествующего игре, в которой Элизабет Старк, дочь премьер-министра Соединенного Королевства, похищена ОСЬМИНОГОМ во время посещения вечеринки. Бонду было поручено присутствовать на вечеринке именно по такому случаю, и он побеждает ОСЬМИНОГА и спасает мисс Старк.
Как и в фильме, ОСЬМИНОГ задумал план: поставить в неловкое положение агента британской секретной службы 007 за смерть доктора Джулиуса Но из фильма "Доктор Ноу", в котором Ноу был агентом SPECTRE. План включал в себя кражу советской шифровальной машины, известной как Лектор, с помощью дезертировавшего советского агента Татьяны Романовой. Однако ОСЬМИНОГ использует Романову, чтобы заманить Джеймса Бонда в ловушку; их конечная цель - позволить ему заполучить Лектора, а затем устроить на него засаду, убив его также унизительным образом. Романову посылает Роза Клебб, агент КГБ (как в романе, так и в фильме - агент СМЕРША), которая тайно перешла на сторону SPRUT. Ее непосредственный подчинённый, Дональд "Рыжий" Грант, защищает Бонда в первой половине игры и нападает на него во второй. Игра заканчивается финальным штурмом штаб-квартиры OCTOPUS, во время которого Бонд смертельно ранит Гранта.

## Разработка и выход
From Russia with Love снят по мотивам одноименного фильма 1963 года. Адаптация игры была написана Брюсом Фейрстайном, который ранее работал над сценариями фильмов о Бонде "Золотой глаз" (1995), "Завтра не умрёт никогда" (1997) и "И целого мира мало" (1999), в дополнение к видеоигре "James Bond 007: Everything or Nothing" (2004). Electronic Arts (EA) анонсировала игру в январе 2005 года. EA потратила более двух лет на разработку движка для игры, и почти год был потрачен на предварительное производство. В команду разработчиков входили участники, которые ранее работали над Everything or Nothing, также над игрой от третьего лица. Игровой процесс в From Russia with Love похож на предыдущую игру.
Исполнительный продюсер игры Глен Шофилд назвал "Из России с любовью" 1963 года одним из самых популярных фильмов о Бонде. EA описала игру как режиссерскую версию, поскольку она предлагает дополнительные сюжетные элементы, локации и гаджеты по сравнению с фильмом. Некоторые концепции из более поздних фильмов о Бонде были включены в игру, в том числе Aston Martin DB5 Бонда, который дебютировал в Голдфингере (1964); и реактивный ранец, который был представлен в Шаровая молния (1965). Everything or Nothing включало механический гаджет-паук, известный как Q Spider, хотя команда разработчиков сочла его слишком современным для From Russia with Love, выбрав вместо него Q Copter.
Шон Коннери повторил свою роль Джеймса Бонда из фильма, придав игре свой голос. Его подобие также было реализовано. Игра ознаменовала первое появление Коннери в роли Бонда со времен фильма "Никогда не говори «никогда»" (1983), а также послужила его дебютом в видеоиграх. Коннери сказал: «Как художник, я рассматриваю это как еще один способ исследовать творческий процесс. Видеоигры сегодня являются чрезвычайно популярной формой развлечения, и я с нетерпением жду возможности увидеть, как все это сочетается друг с другом». К его участию в проекте привели два фактора: "Из России с любовью" был его любимым фильмом о Бонде, а его внуки были заядлыми игроками. Коннери записал свои реплики из своего дома на Багамах. Его модель персонажа была основана в основном на кадрах из фильма. Использование физического боя в игре было вдохновлено изображением Бонда Коннери в фильмах, причем Шофилд описал его как «более скандалиста» по сравнению с более поздними актерами, сыгравшими этого персонажа.
Также были использованы портреты нескольких умерших актеров из фильма, в том числе Десмонд Ллевелин в роли Кью, Роберта Шоу в роли Реда Гранта и Лотте Ленья в роли Розы Клебб. В игре также представлены два новых персонажа: Наташа Бедингфилд в роли Элизабет Старк и Мария Менунос в роли Евы. Бедингфилд ранее исполнила песню для спин-оффа игры о Бонде GoldenEye: Rogue Agent (2004).
Команда разработчиков имела полный доступ к коллекции справочных материалов MGM для фильма, что помогло воссоздать обстановку 1960-х годов. В игре используются размытые тона сепии, чтобы соответствовать внешнему виду фильма, а дизайн уровней был основан на декорациях фильмов о Бонде, созданных художником-постановщиком Кеном Адамом. Арт-директор игры Дэйв Карсон сказал, что было сложно соответствовать временному периоду фильма: «Действие фильма происходит в основном в Стамбуле, который предлагает несколько изображений, характерных для 60-х годов. Мы использовали одежду и прически 60-х годов везде, где это было возможно». Команда посетила реальные локации игры, такие как Биг Бен, чтобы сделать контрольные фотографии. Саундтрек к игре был написан Кристофером Леннерцем и записан в студии Abbey Road Studios.
Игра была закончена 20 октября 2005. В Северной Америке она была выпущена для PlayStation 2 и Xbox 1 ноября 2005 года, затем последовал релиз GameCube две недели спустя. Версия для PlayStation Portable была анонсирована в том же месяце и была выпущена в Северной Америке в апреле 2006 года. From Russia with Love была последней игрой о Бонде от EA, которая отдала права Activision в 2006 году. Это также ознаменовало бы последнее появление Коннери в роли Бонда перед его смертью в 2020 году.

## Отзывы критиков
| Сводный рейтинг       | Сводный рейтинг | Сводный рейтинг | Сводный рейтинг | Сводный рейтинг |
| Издание               | Оценка          | Оценка          | Оценка          | Оценка          |
| Издание               | GC              | PS2             | PSP             | Xbox            |
| --------------------- | --------------- | --------------- | --------------- | --------------- |
| GameRankings          | 73,65 %         | 69,25 %         | 63,81 %         | 69,37 %         |
| Metacritic            | 70/100          | 69/100          | 61/100          | 71/100          |
| Иноязычные издания    |                 |                 |                 |                 |
| Издание               | Оценка          | Оценка          | Оценка          | Оценка          |
| Издание               | GC              | PS2             | PSP             | Xbox            |
| EGM                   | 6,17/10         | 6,17/10         | N/A             | 6,17/10         |
| Eurogamer             | N/A             | N/A             | N/A             | 6/10            |
| GamePro               | N/A             | [ 52 ]          | [ 53 ]          | N/A             |
| GameSpot              | 7/10            | N/A             | 6,3/10          | 7/10            |
| GameSpy               | N/A             | [ 57 ]          | [ 58 ]          | [ 59 ]          |
| GameZone              | N/A             | N/A             | 6,9/10          | N/A             |
| IGN                   | 7,9/10          | N/A             | 7,1/10          | N/A             |
| OPM                   | N/A             | [ 63 ]          | [ 64 ]          | N/A             |
| PALGN                 | N/A             | N/A             | N/A             | 5/10            |
| TeamXbox              | N/A             | N/A             | N/A             | 7,3/10          |
| X-Play                | N/A             | N/A             | N/A             | [ 67 ]          |
| Русскоязычные издания |                 |                 |                 |                 |
| Издание               | Оценка          | Оценка          | Оценка          | Оценка          |
| Издание               | GC              | PS2             | PSP             | Xbox            |
| «Страна игр»          | [ 68 ]          | [ 68 ]          | N/A             | [ 68 ]          |

From Russia with Love получила смешанные отзывы по данным сайта-агрегатора рецензий Metacritic. Много баллов было отдано улучшенной графике и сложности игры. The Times оценила игру в четыре звезды из пяти и заявила, что «этого достаточно, чтобы вы в восторге повесили свою фетровую шляпу на вешалку для шляп». Однако Maxim дал ей оценку шесть из десяти и заявил, что, хотя игра была сложной, «кроме того, иногда это банально, с множеством невдохновленных уровней и тусклыми плохими парнями, разрушающими то, что могло бы стать триумфальным возвращением 007». В течение трёх месяцев после его выпуска было продано около 277 000 копий.
В 2014 году Шофилд выразил разочарование тем, что игра не была оценена выше. Режиссер Майкл Кондри сказал: «Это была хорошая игра, но у нас не было достаточно времени или ресурсов, чтобы действительно реализовать то видение, которое мы хотели для нее». В 2015 году Грэм Виртью из Eurogamer назвал игру «уважительной данью уважения годам становления персонажа», заключив: «Возможно, в итоге игра получилась довольно бессистемной — с совершенно лишней камеей Наташи Бедингфилд, — но "Из России с любовью" остается подходящим культурным артефактом в память о том, что предположительно, это будет последняя лебединая песня Бонда как для EA, так и для Коннери».